# Știu ce-ai făcut astă-vară
I Know What You Did Last Summer („Știu ce-ai făcut astă-vară”) este un film slasher american din 1997, regizat de Jim Gillespie, cu Jennifer Love Hewitt, Ryan Phillippe, Sarah Michelle Gellar și Freddie Prinze Jr. în rolurile principale. Filmul este o adaptare a romanului cu același titlu scris de Lois Duncan.

## Prezentare
După ce lovesc un om cu mașina, adolescenții Julie, Ray, Helen și Barry promit că vor păstra secretul. Un an mai târziu, Julie primește un mesaj de la cineva care ar ști secretul, rezultând consecințe dramatice.

## Actori
- Jennifer Love Hewitt-Julie
- Sarah Michelle Gellar-Helen
- Ryan Phillippe-Barry
- Freddie Prinze Jr.-Ray
- Bridgette Wilson-Elsa Shivers
- Anne Heche-Missy Egan
- Muse Watson-Ben Wills
- Johny Galeki-Max

## Răspuns critic
Filmul a primit în general recenzii mixte. Pe Rotten Tomatoes, 36% din recenzii au fost pozitive. Pe Metacritic s-a raportat un scor de 52 din 100.
La Entertainment Weekly, interpretarea lui Jennifer Love Hewitt a fost lăudată.

## Sequel-uri
După aceea, au apărut două sequel-uri: I Still Know What You Did Last Summer (N-am uitat ce-ai făcut astă-vară, 1998) și I'll Always Know What You Did Last Summer (Voi ști mereu ce ai făcut astă-vară, 2006).